# Exodus: How Migration is Changing Our World
Exodus. How migration is changing our world är en bok av brittiske utvecklingsekonomen professor Paul Collier som gavs ut i USA år 2013 av Oxford University Press. När den gavs ut i Storbritannien samma år av förlaget Allen Lane fick den titeln Exodus. Immigration and multiculturalism in the 21st century.

## Bokens ämne

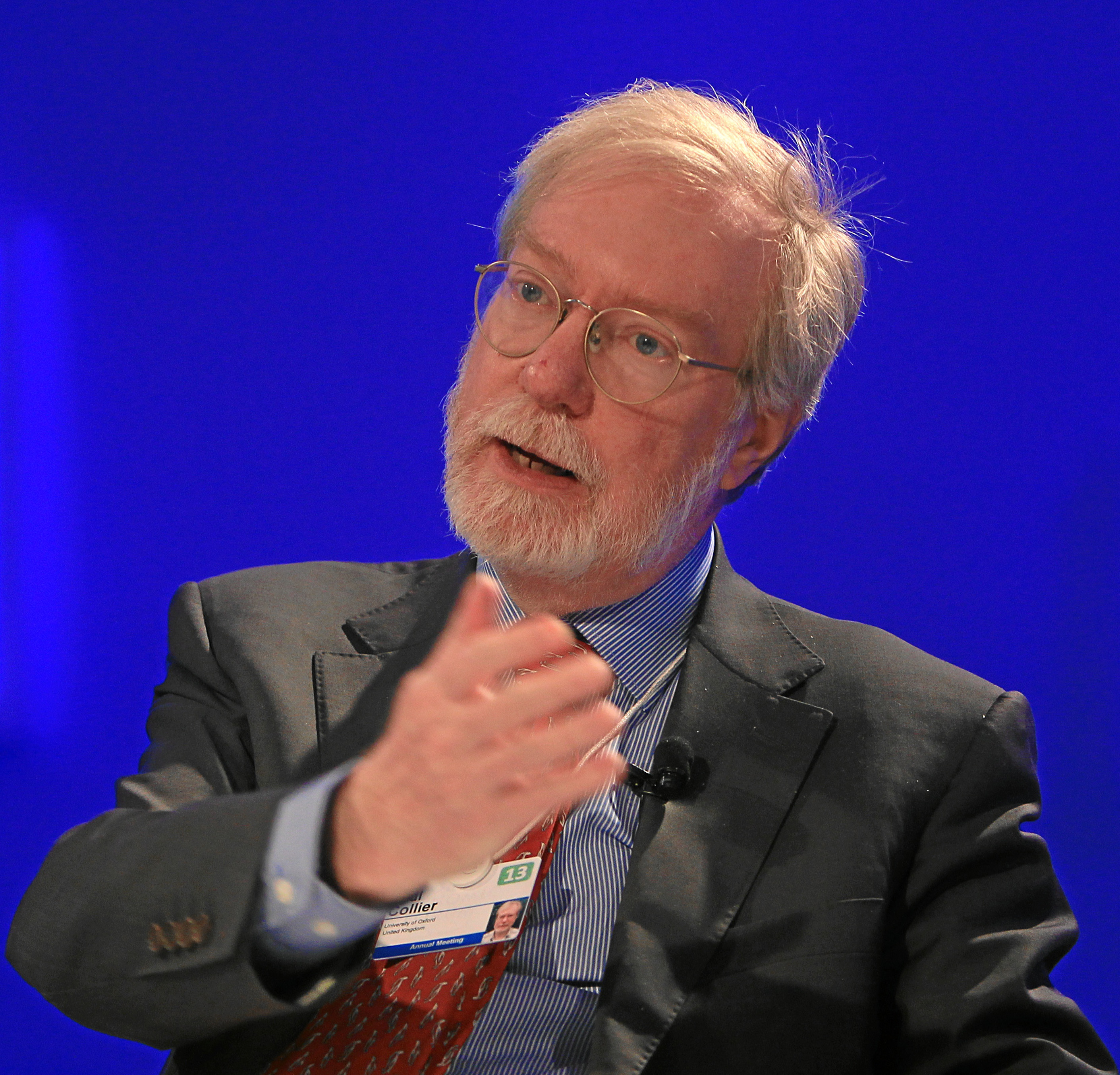
Paul Collier (född 1949).

Så som aldrig tidigare är unga människor i de fattigaste länderna medvetna om vilka möjligheter som finns i andra delar av världen. De flesta av dem invandrar till höginkomstländerna. Höginkomstsamhällenas svar på detta har varit schizofrent, menar Paul Collier: de europeiska före detta kolonialmakterna uppvisar en blandning av skuld och förbittring, medan Nordamerika pendlar mellan att betrakta invandrare som en ny våg av möjligheter respektive ett hot mot levnadsstandarden. Omfattningen av den migration som drivs av internationell ojämlikhet är så stor att den enligt Collier skulle kunna göra nationer så som vi känner dem obsoleta. Både värdländer och ursprungssamhällen kan bli multinationella. Värdländer kan finna sig i en situation där de består av många distinkta samhällen som samexisterar men inte interagerar, medan ursprungssamhällena kan skingras och få sitt ekonomiska centrum utanför ursprungslandet. För ingen skulle det land man är bosatt i sammanfalla med ens nationella identitet. I Exodus diskuterar Collier om detta scenario är troligt och om det spelar någon roll.
Boken handlar om hur migration påverkar migranter såväl som ursprungsländer och mottagande länder samt de implikationer detta har för utvecklingsekonomi och strävan efter att utplåna fattigdom. Collier fokuserar på de utmaningar som uppstår i skärningspunkten mellan immigration och multikulturalism. Han hävdar också att kompetensflykt är en av de vanligaste och ofta förbisedda nackdelarna med migration.
Boken bygger framför allt på Colliers egen forskning och tar fasta på tre perspektiv: migranterna själva, människorna i ursprungslandet och de mottagande länderna. Tidigare ekonomisk analys har ofta ignorerat de tre perspektiven till förmån för ett samlat perspektiv och har konstaterat att migration är nyttig på grundval av den stora vinsten för migranterna. I motsats till detta argumenterar Collier för att nationer är viktiga och legitima moraliska enheter på vilka invandrare åker snålskjuts och att nationella barriärer bara kan upplösas inom mycket strikta gränser. Exodus presenterar argument för den etiska legitimiteten i att begränsa migrationen i både ursprungsländers och mottagande länders intresse. Boken redovisar fallstudier av dem som bor kvar i ursprungsländerna, av migranterna och av dem som upplever effekterna av invandring till sina samhällen.
Enligt den brittiske historikern Colin Kidd argumenterar Collier för att västerländsk invandringspolitik har drivits inte av förnuft, utan av känslomässiga reaktioner på postkolonial västerländsk skuld ”medan hänsyn till mer vidsträckta problem med global fattigdom undantryckts”.
I en artikel i Svenska Dagbladet visar Ivar Arpi hur den årliga invandringen till Sverige har ökat de senaste decennierna och relaterar det till vad Collier skriver i Exodus: ”Ökningen följer ett mönster av accelererande invandring till Sverige med åren. Det är en av Paul Colliers huvudteser i ’Exodus: how migration is changing our world’ (2013): Ju mer en migrantgrupp avviker från det omkringliggande samhället, kulturellt eller vad gäller humankapital, desto långsammare integreras den. Collier visar med hjälp av olika exempel dessutom något som kan kännas kontraintuitivt: Ju långsammare en diaspora integreras i det omkringliggande samhället, desto fler migranter av samma grupp drar mottagarlandet till sig. Processen accelererar alltså ju långsammare integrationen går. Applicerbart på Sverige: Delvis eftersom Sverige har större diasporor än våra grannländer drar vi även till oss fler migranter. Ser man till antalet beviljade uppehållstillstånd i Sverige verkar det styrka Colliers tes om acceleration.”

## Mottagande
I en recension i The Guardian kallade Colin Kidd boken ”en human och förnuftig röst i en högst giftig debatt”. Ian Birrell recenserade också boken för The guardian och skrev: ”Givet bevisbördan målar Paul Colliers pigga studie om massmigration en förunderligt dyster bild av framtiden.” Rupert Edis recenserade boken för The Daily Telegraph, och kallade den ”[en] rättfram genomgång av kostnaderna och fördelarna med immigration”. David Goodhart recenserade boken för brittiska The Sunday Times och kallade den en ”pragmatisk bok som behandlar effekten av kompetensflykt från fattiga länder till rikare länder”. Melanie McDonagh recenserade boken för The Spectator och Kenan Malik för The Independent.
Den amerikanske statsvetaren Robert Putnam recenserade boken med bland annat orden: ”Fackmannamässig. Paul Collier erbjuder en allsidig, skarp och välskriven balansräkning över fördelarna och nackdelarna med invandring för de mottagande samhällena, ursprungssamhällena och migranterna själva. För alla på var sida av denna omtvistade fråga är Exodus måsteläsning.” Brittiske professorn i ekonomi Paul Seabright skrev i en recension: ”I en tid när debatten om invandringspolitik polariserar den allmänna opinionen kunde det inte finnas någon bättre vägvisare till de aktuella frågorna än [boken av] Paul Collier. Han är redig, odogmatisk och övertygad om den potentiella förtjänsten med invandring, men också medveten om att dessa förtjänster kan riskeras om processen sköts planlöst eller tanklöst. Denna viktiga bok kommer inte att avsluta debatten, men kommer att bidra till att styra upp den.” Robert Zoellick (tidigare bland annat vice utrikesminister i USA och ordförande i Världsbanken) lovprisade boken som en ”sann bedrift” och skrev att Collier adresserade ”tabuteman och rättframma frågor som de flesta andra forskare drar sig från att behandla.”
Ravi Mattu recenserade boken för Financial Times och skrev: ”Professor Colliers röst är värd att ägna uppmärksamhet. Hans bok kunde vara bättre skriven, men detta barnbarn till en invandrare ställer viktiga frågor om ett av världens mest laddade teman.” I en recension i The Economist påtalades att ”tonen i Exodus är problematisk. Herr Collier identifierar ändlösa invändningar mot en politik – mer eller mindre fri invandring – som inget land har tillämpat. Under tiden överdriver han de möjliga riskerna med mobilitet och tonar ned dess bevisade fördelar.”
Michael Clemens och Justin Sandefur vid Center for Global Development (en tankesmedja i Washington) recenserade boken i Foreign Affairs. De menade att många av Colliers slutsatser inte stöds av forskning och konstaterade därför: ”Collier beklagar det faktum att invandringsdebatten har präglats av ’mycket känsla och lite kunskap’. Det är sant, men Exodus exemplifierar problemet. Denna bok kunde ha gått på djupet med den stora litteraturen om invandring och hjälpt människor utan Colliers utbildning och position att tänka igenom frågans komplexiteter. I stället har Collier skrivit ett verk som är dödligt skadat av brist på sammanhang, felaktigheter och alltför självsäkra hopp till grundlösa slutsatser.”

## Översättningar
Paul Colliers bok har hittills översatts till fyra språk:
- Italienska: Exodus. I tabù dell’immigrazione (Laterza, Rom 2015).
- Nederländska: Exodus. Hoe migratie onze wereld verandert (Uitgeverij Unieboek, Houten 2013).
- Spanska: Éxodo. Inmigrantes, emigrantes y países (Turner, Madrid 2013).
- Tyska: Exodus. Warum wir Einwanderung neu regeln müssen (Siedler, München 2014).